# Ágora (Tracia)

Situación de Ágora, al norte del Quersoneso tracio.

Ágora (en griego Ἀγορά) es una antigua ciudad griega del Quersoneso tracio.
Es citada por Heródoto como uno de los lugares que atravesó el ejército persa de Jerjes tras cruzar el Helesponto y disponerse a invadir Grecia en el año 480 a. C.
A mediados del siglo VI a. C., cerca de la ciudad por el norte, pasaba la gran fortificación construida por Milcíades el Viejo para la defensa de la península de Tracia. Se le llamaba 'Muro de Macrón' o 'Muro de Agoraion' por el nombre de la ciudad de Ágora.
Se encontraba entre las ciudades de Cardia y Pactia, en el istmo que une el Quersoneso tracio con la zona continental de Europa.
Se localiza probablemente cerca de la moderna Bolayır, Turquía.